# Episparina gomphiona
Episparina gomphiona là một loài bướm đêm trong họ Noctuidae.